# Trance-Fusion
Trance-Fusion a címe annak a gitárszólókat tartalmazó CD-nek, amit Frank Zappa nem sokkal a halála (1993) előtt állított össze, de mégsem jelent meg egészen 2006-ig. A megjelenést először 1999-re majd 2003-ra harangozták be, majd 2005-ben ismét bejelentették, a Zappa Plays Zappa turnéhoz időzítve.
Hasonló albumok: Shut Up ’n Play Yer Guitar (1981), The Guitar World According to Frank Zappa (kazettamelléklet, 1987) Guitar (1988), Frank Zappa Plays the Music of Frank Zappa: A Memorial Tribute (1996).

## Az album számai
1. "Chunga's Revenge" – 7:01
  - hely és idő: Wembley Arena, London, UK: April 19, 1988. Közreműködik Dweezil Zappa
2. "Bowling on Charen" – 5:03
  - a Wild Love szólója, hely és idő: The Palladium, NYC: October 28, 1977 (early show)
  - Az eredeti címe The Squirm
3. "Good Lobna" – 1:39
  - a Let's Move To Cleveland szólója, hely és idő: Orpheum Theater, Memphis, Tennessee: December 4, 1984
  - A cím utalás A Simpson család egyik epizódjára: "New Kid on the Block," ebben Bart mondja a fenti mondatot. A sorozat atyja, Matt Groening Zappa nagy rajongója.
4. "A Cold Dark Matter" – 3:31
  - Szóló az Inca Roads-ból, hely és idő: Memorial Hall, Allentown, Pennsylvania: March 19, 1988
  - Utalás a (hideg) Sötét anyagra, ami egy kozmológiai szakkifejezés.
5. "Butter or Cannons" – 3:24
  - a Let's Move To Cleveland szólója, hely és idő: The Pier, NYC: August 25, 1984
6. "Ask Dr. Stupid" – 3:20
  - az Easy Meat szólója, hely és idő: Rhein-Neckarhalle, Eppelheim, Germany: March 21, 1979
  - Refers to a recurring segment from The Ren and Stimpy Show. Series creator John Kricfalusi is also a Zappa fan, and Zappa provided the voice of "The Pope" on one episode of the series.
7. "Scratch & Sniff" – 3:56
  - a City Of Tiny Lights szólója, hely és idő: Brighton Centre, Brighton, UK: April 16, 1988
8. "Trance-Fusion" – 4:19
  - a Marque-Son's Chicken szólója, hely és idő: Liederhalle, Stuttgart, Germany: May 24, 1988
9. "Gorgo" – 2:41
  - a The Torture Never Stops szólója, hely és idő: Johanneshovs Isstadion, Stockholm: May 1, 1988
  - May refer to the 1961 science fiction film (Zappa is known to be a fan of monster movies), or Gorgonzola, the Zappa family's cat.
10. "Diplodocus" – 3:22
  - a King Kong szólója, hely és idő: Civic Center, Providence, Rhode Island: October 26, 1984
11. "Soul Polka"' – 3:17
  - az Oh No szólója, hely és idő: Memorial Hall, Allentown, Pennsylvania: March 19, 1988
12. "For Giuseppe Franco" – 3:48
  - a Hot-Plate Heaven At The Green Hotel szólója, hely és idő: Paramount Theatre, Seattle, Washington: December 17, 1984 (late show)
13. "After Dinner Smoker" – 4:45
  - a The Torture Never Stops szólója, hely és idő: Palasport, Genoa, Italy: June 9, 1988
14. "Light is All That Matters" – 3:46
  - a Let's Move To Cleveland szólója, hely és idő: Paramount Theatre, Seattle, Washington December 17, 1984 (late show)
15. "Finding Higgs' Boson" – 3:41
  - a Hot-Plate Heaven At The Green Hotel szólója, hely és idő: Stadthalle, Vienna, Austria: May 8, 1988
  - számcím egy feltételezett elemi részecskére utal (lásd: Higgs-bozon).
16. "Bavarian Sunset" – 4:00
  - az I Am The Walrus utáni jam szólója, hely és idő: Rudi-Sedlmeyer Sporthalle, Munich, Germany: May 9, 1988, közreműködik Dweezil Zappa

## A közreműködő zenészek
- Frank Zappa – gitár, minden felvételen;
- Dweezil Zappa – gitár az 1. és a 16. felvételen;
- Mike Keneally – ritmusgitár és billentyűsök az 1., 4., 7., 8., 9., 11., 13., 15., és 16. felvételen;
- Bobby Martin – billentyűsök az 1., 3., 4., 5., 7., 8., 9., 10., 11., 12., 13., 14., 15., és 16. felvételen;
- Ed Mann – ütőhangszerek az 1., 2., 4., 6., 7., 8., 9., 11., 13., 15., és 16. felvételen;
- Walt Fowler – trombita, szárnykürt és billentyűsök az 1., 4., 7., 8., 9., 11., 13., 15., és 16. felvételen;
- Bruce Fowler – harsona az 1., 4., 7., 8., 9., 11., 13., 15., és 16. felvételeken;
- Paul Carmen – alt-, szoprán- és baritonszaxofon az 1., 4., 7., 8., 9., 11., 13., 15., és 16. felvételeken;
- Albert Wing – tenorszaxofon az 1., 4., 7., 8., 9., 11., 13., 15., és 16. felvételeken;
- Kurt McGettrick – bariton- és basszusszaxofon és kontrabasszus-klarinét az 1., 4., 7., 8., 9., 11., 13., 15., és 16. felvételeken;
- Scott Thunes – basszusgitár és mini-Moog az 1., 3., 4., 5., 7., 8., 9., 10., 11., 12., 13., 14., 15., és 16. felvételeken;
- Chad Wackerman – dob és ütőhangszerek az 1., 3., 4., 5., 7., 8., 9., 10., 11., 12., 13., 14., 15., és 16. felvételeken;
- Ray White – ritmusgitár a 3., 5., 10., 12., és 14. felvételeken;
- Ike Willis – ritmusgitár a 3., 5., 10., 12., és 14. felvételeken;
- Allan Zavod – billentyűs hangszerek a 3., 5., 10., 12., és 14. felvételeken;
- Warren Cuccurullo – ritmusgitár a 6. felvételen;
- Denny Walley – slide gitár a 6. felvételen;
- Tommy Mars – billentyűs hangszerek 2 és 6
- Peter Wolf – billentyűs hangszerek a 2. és 6. felvételen;
- Vinnie Colaiuta – dobok a 6. felvételen;
- Arthur Barrow – basszusgitár a 2. felvételen;
- Adrian Belew – ritmusgitár a 2. felvételen;
- Patrick O'Hearn – basszusgitár a 2. felvételen;
- Terry Bozzio – dobok a 2. felvételen;